# Tagoropsis natalensis
Tagoropsis natalensis är en fjärilsart som beskrevs av Felder 1874. Tagoropsis natalensis ingår i släktet Tagoropsis och familjen påfågelsspinnare. Inga underarter finns listade i Catalogue of Life.